# 위저드 (캐릭터 클래스)
위저드는 롤플레잉 게임에서 주로 마법을 사용하는 캐릭터 클래스의 한 유형이다. 위저드 클래스의 캐릭터는 마법을 사용하기 때문에 딜러보단 탱커나 서포터, 딜탱의 캐릭터 유형으로 많이 존재한다.

## 던전 앤 드래곤
던전 앤 드래곤에는 3가지 유형의 캐릭터들이 위저드 클래스를 가지고 있다.
- 위저드
- 소서러
- 워록

## 파이어 엠블렘
턴제 파이어 엠블렘 시리즈의 유닛들이 위저드 클래스이며 적에게 피해를 주는 마법을 수행한다. 이로 인해 파이어 엠블럼의 위저드 클래스는 탱커나 서포터보단 딜러가 많다.

## 파이널 판타지 시리즈
파이널 판타지에서는 다음의 캐릭터들이 위저드 클래스에 속한다.
- 흑마술사(흑마도사)
- 청마술사(청마도사)
- 적마술사 (적마도사)
- 비술사(소환사)
- 시마술사(시마도사)
- 백마술사(백마도사)
- 녹마술사(녹마도사)

## 같이 보기
- 비디오 게임
- 캐릭터 클래스